# Малинин, Александр Александрович
Алекса́ндр Алекса́ндрович Мали́нин (12 апреля (24 апреля) 1869 — ?) — историк и археолог.

## Биография
Александр Александрович родился в 1869 году. Его отец — известный математик Александр Фёдорович Малинин.
Окончил курс в Московском университете по историко-филологическому факультету.

## Научные работы
- «Старое и новое направление в исторической науке. Лампрехт и его оппоненты» («Издания Исторического Общ. при Московском Университете», том II, 1898);
- «Спорные вопросы топографии Афин» («Журнал Министерства народного просвещения», март 1900;
- то же на нем. «Zwei S treitfragen der Topographie von Athen», Берл., 1901);
- «Где находился храм Евклеи в Афинах?» («Сборник статей по классической филологии в честь П. В. Никитина», СПб., 1901);
- «Исследования по топографии афинской агоры» («Записки классич. отд. Ими. Русск. Археолог. Общ.», т. III).